# Santo Atanásio na Via Tiburtina (título cardinalício)
Santo Atanásio na Via Tiburtina (em latim: Sancti Athanasii ad viam Tiburtinam) é um título cardinalício instituído em 28 de junho de 1991 pelo Papa João Paulo II.

## Titulares protetores
- Alexandru Todea (1991-2002)
- Gabriel Zubeir Wako (2003 - atual)